# Casita del Príncipe (El Escorial)

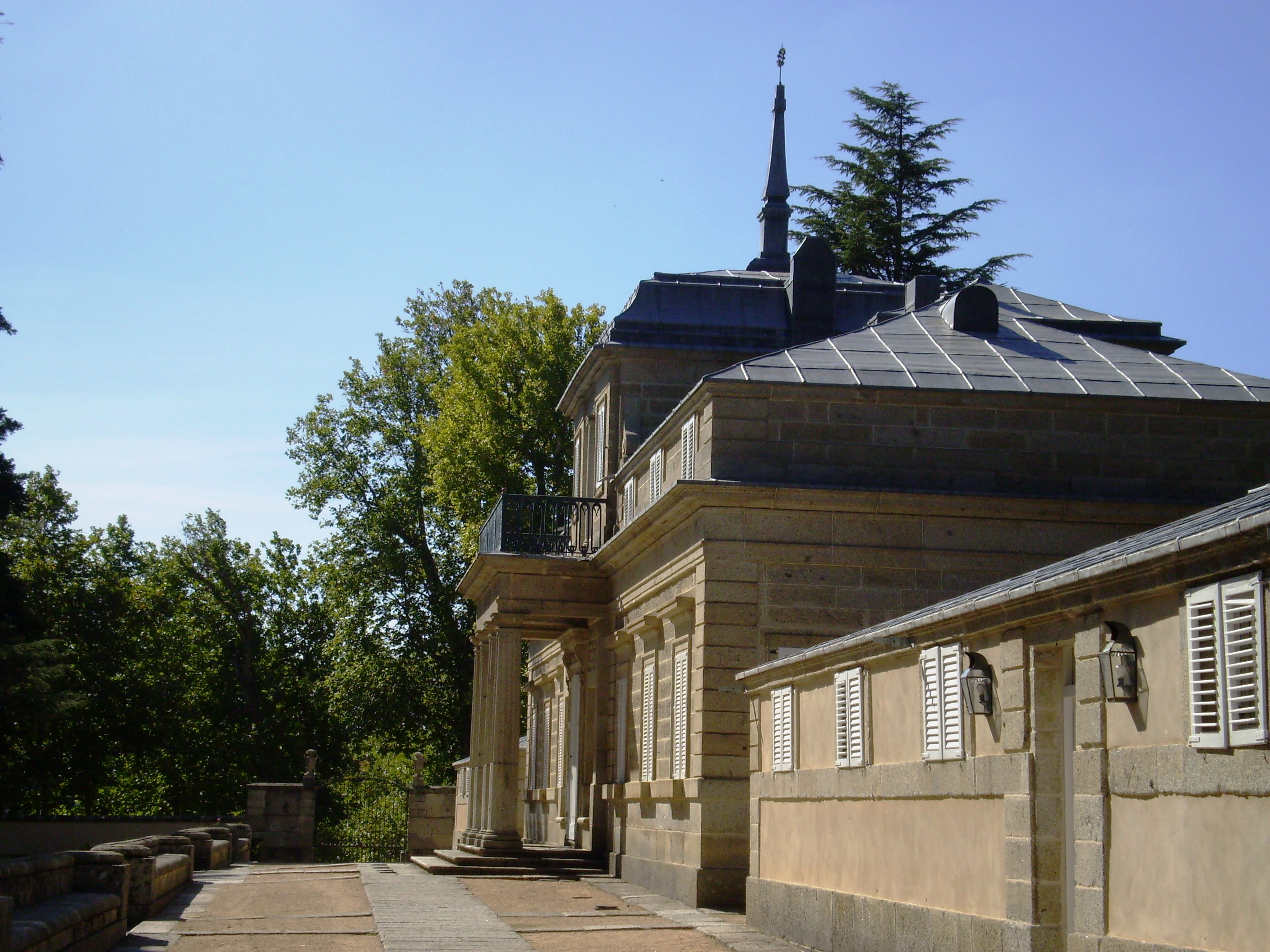
Otra vista del palacete

La Casita del Príncipe o Casita de Abajo es una de las residencias de la familia real española. Es un edificio del siglo XVIII, situado en el municipio de El Escorial, en la Comunidad de Madrid (España). Se construyó entre 1771 y 1775, a partir de un diseño de Juan de Villanueva, uno de los arquitectos más importantes del neoclasicismo español. Está declarada Bien de Interés Cultural desde el año 1931.
Fue elegida como pabellón de recreo para uso de Carlos IV, por entonces Príncipe de Asturias, en un bosque de robles entre el Monasterio de El Escorial y el núcleo urbano escurialense. No muy lejos de su enclave se encuentra la Casita del Infante o de Arriba, obra también de Villanueva, destinada para el infante Gabriel de Borbón, hijo de Carlos III y hermano de Carlos IV. 
Entre los años 1992 y 2000 permaneció cerrada para ser restaurada y evitar las humedades que anteriormente habían ocasionado desperfectos. 
Su gestión corresponde a Patrimonio Nacional, organismo estatal del que dependen los bienes del Estado a disposición de la Corona Española.

## Exterior
La Casita del Príncipe constaba inicialmente de un solo bloque rectangular, con una fachada de 27 metros, que recuerda a la del Museo del Prado, la obra maestra de Juan de Villanueva. Entre 1781 y 1784 fue ampliada con un ala posterior. Presenta dos plantas.
Está rodeada por dos jardines, uno en la parte delantera y otro en la trasera, comunicados entre sí por dos pórticos de columnas toscanas. El gusto palaciego de la época está presente en sus fuentes, estanques, cascadas, paseos y setos de boj. A ello se añade la existencia de un extenso parque a su alrededor, poblado por especies autóctonas, como el roble y la encina; alóctonas, como la sequoya y el pinsapo; y árboles típicos de jardines.

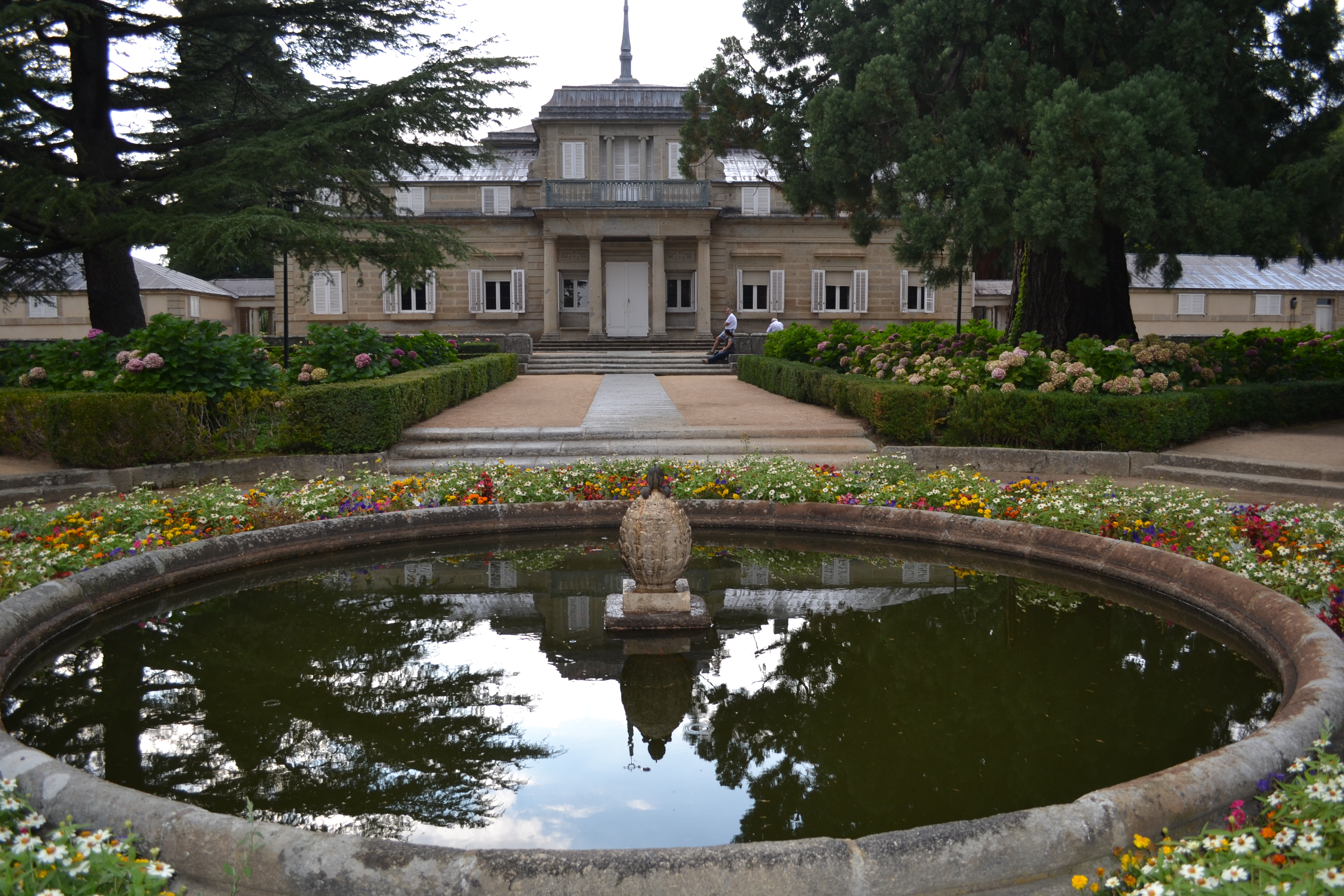
Fachada principal

## Interior
El edificio guarda en su interior una relevante decoración dieciochesca, representativa del arte palaciego de la época, en buen estado de conservación. Aunque gran parte de los elementos originales se perdieron durante la invasión napoleónica, el rey Fernando VII volvió a decorarlo. En el siglo XX, el mobiliario fue restaurado a iniciativa de Alfonso XIII.
En la planta baja destacan las decoraciones neoclásicas de Ferroni de estilo pompeyano y etrusco, las sedas, tapicerías, el mobiliario, las lámparas y los relojes. Los estucos de mármol y los techos fueron pintados por Vicente Gómez, Juan de Mata Duque, Luigi Japelli, Mariano Salvador Maella y Francisco Bayeu. En la planta superior, las bóvedas (situadas a una altura mucho menor que las de la planta inferior) están rematadas con estucos con relieves. Tiene una sala totalmente decorada con porcelana del Buen Retiro, con gusto próximo al estilo Rococó.
Alberga una valiosa colección de pinturas, destacando entre todas ellas las del napolitano Luca Giordano, del que se expone un espléndido muestrario de su estilo brioso y exuberante, con obras como Rapto de Proserpina por Plutón; Caída de Faetón; Aparición de Jesucristo a Magdalena; Rapto de las Sabinas; Semiramis; Alegoría de las Virtudes (Caridad, Fortaleza, Templanza); Partes del Mundo (Europa, Asia, África, América); Inmaculada Concepción; Muerte de Juliano el Apóstata y Conversión de San Pablo, especialmente destacables estas dos últimas. Otros artistas representados son José López Enguídanos (Bodegón de la sandía), Corrado Giaquinto (ampliamente representado por obras de temática religiosa, mitoloógica y alegórica), Andrea Vaccaro, Guido Reni (Santa Catalina) o Domenico Zampieri "el Domenichino" (Santa Cecilia).
El valor más destacable de sus colecciones artísticas es, probablemente, el de su autenticidad, pues la mayor parte de cuanto en la casita puede admirarse fue realizado para el lugar en que se conserva. Solamente los cuadros no son, a veces, los que primitivamente figuraron en sus salas por haber pasado a formar parte de las colecciones del Museo del Prado o del Palacio Real, lugares que se estimaron más adecuados para su conservación y admiración pública.
Al igual que la Casita del Príncipe (El Pardo) y la Casa del Labrador, mandadas también construir por Carlos IV, esta casa tampoco tiene dormitorios, ya que su uso se limitaba disfrutar de las mismas y de su entorno durante el día, y no para dormir en ellas.